# Tadeusz Zelenay
Tadeusz Zelenay (ur. 19 kwietnia?/2 maja 1913 w Kijowie, zm. 14 października 1961 we Wrocławiu) – polski poeta, prozaik, tłumacz.

## Życiorys
Był synem Henryka i Anieli z Traczewskich. Po odrodzeniu się państwa polskiego przyjechał w 1925 w jego granice. Rozpoczął naukę w Gimnazjum im. Stanisława Staszica w Warszawie. Debiutował w 1932 wierszami pt. Kino nieme i Wiek nowy opublikowanymi w „Kuźni Młodych”. Od 1933 był w zespole redakcyjnym tego pisma jako kierownik działu poetyckiego. Publikował tu do 1935.
Rok wcześniej ukończył Gimnazjum im. T. Czackiego w Warszawie. Wtedy też rozpoczął służbę wojskową, podczas której ukończył dywizyjny kurs podchorążych rezerwy. W 1935 został zwolniony z wojska na skutek choroby i rozpoczął studia. Był członkiem Związku Polskiej Młodzieży Demokratycznej „Lewica”. Wiersze publikował m.in. w „Naszym Wyrazie”, „Pionie”, „Dekadzie Akademickiej”, „Kamenie”, „Skamandrze”. W 1937 wydano jego pierwszy tomik wierszy Jesień sentymentalna. Od 1938 roku pracował jako pomoc biurowa w Centralnym Biurze Inwentaryzacji Zabytków. W czasie wojny pisał liczne utwory satyryczne pod pseudonimem Kleks, które były drukowane w prasie podziemnej np. w piśmie „Demokrata”, czy „Moskit”. Zamieszczał też wiersze w wydawanych konspiracyjnie antologiach np. Słowo prawdziwe, Idzie żołnierz, Pieśni zbrojne, Pieśni polskie. Pracował również jako sanitariusz w Szpitalu PCK, robotnik budowlany i szklarz. Brał udział w powstaniu warszawskim. Po nim został wywieziony do obozu jenieckiego w Sandbostel pod Bremą (Niemcy). Początkowo po wyzwoleniu przebywał w szpitalach w Baulitz i Kempten.
Po wojnie w 1946 przyjechał do Wrocławia, gdzie ukończył historię sztuki na Uniwersytecie Wrocławskim. Prowadził też ożywioną działalność publicystyczną. Jego wiersze, reportaże, artykuły, opowiadania, fragmenty utworów, a także przekłady z literatury rosyjskiej ukazywały się na łamach czasopism, m.in. w Biuletynie Kulturalno-Oświatowym, Dzienniku Literackim, Ekranie Tygodnia, Nowym Kurierze Wrocławskim, Odrze (tu wydał cykl pt. Życiorysy miasta), Tygodniku Powszechnym, Zwierciadle i Słowie Polskim. Pisał również teksty piosenek i współpracował z wrocławską Rozgłośnią Polskiego Radia. Równocześnie pracował w Wojewódzkim Wydziale Kultury i Sztuki jako kierownik referatu muzealnictwa. W 1950 rozpoczął pracę także jako kierownik literacki w Teatrze Młodego Widza, a następnie w Teatrze Rozmaitości. W tym samym roku ożenił się z poetką Anną Martynowicz (Anna Zelenay). W 1951 uzyskał tytuł magistra.
Jako poeta wrocławski najwięcej uwagi poświęcił właśnie temu miastu, pisząc m.in. Słowacki we Wrocławiu i Pochwała Wrocławia. W 1952 otrzymał Nagrodę Literacką miasta Wrocławia za przekłady z literatur obcych, a szczególnie za tłumaczenia literatury rosyjskiej. Tłumaczył również poetów i dramaturgów m.in. przełożył sztukę S. Michałkowa Ja chcę do domu, którą wystawił Teatr Młodego Widza. Kolejnym jego dokonaniem była adaptacja sceniczna opowiadania Gogola Jak Iwan Iwanowicz pokłócił się z Iwanem Nikiforyczem. Sam też zagrał rolę w filmie Ludzie z pociągu K. Kutza. W 1956 został odznaczony Złotym Krzyżem Zasługi.
Przez kilka lat był członkiem wrocławskiego Zarządu Oddziału ZLP.
Zmarł we Wrocławiu po ciężkiej chorobie 14 października 1961. Pochowany na Cmentarzu św. Wawrzyńca we Wrocławiu.

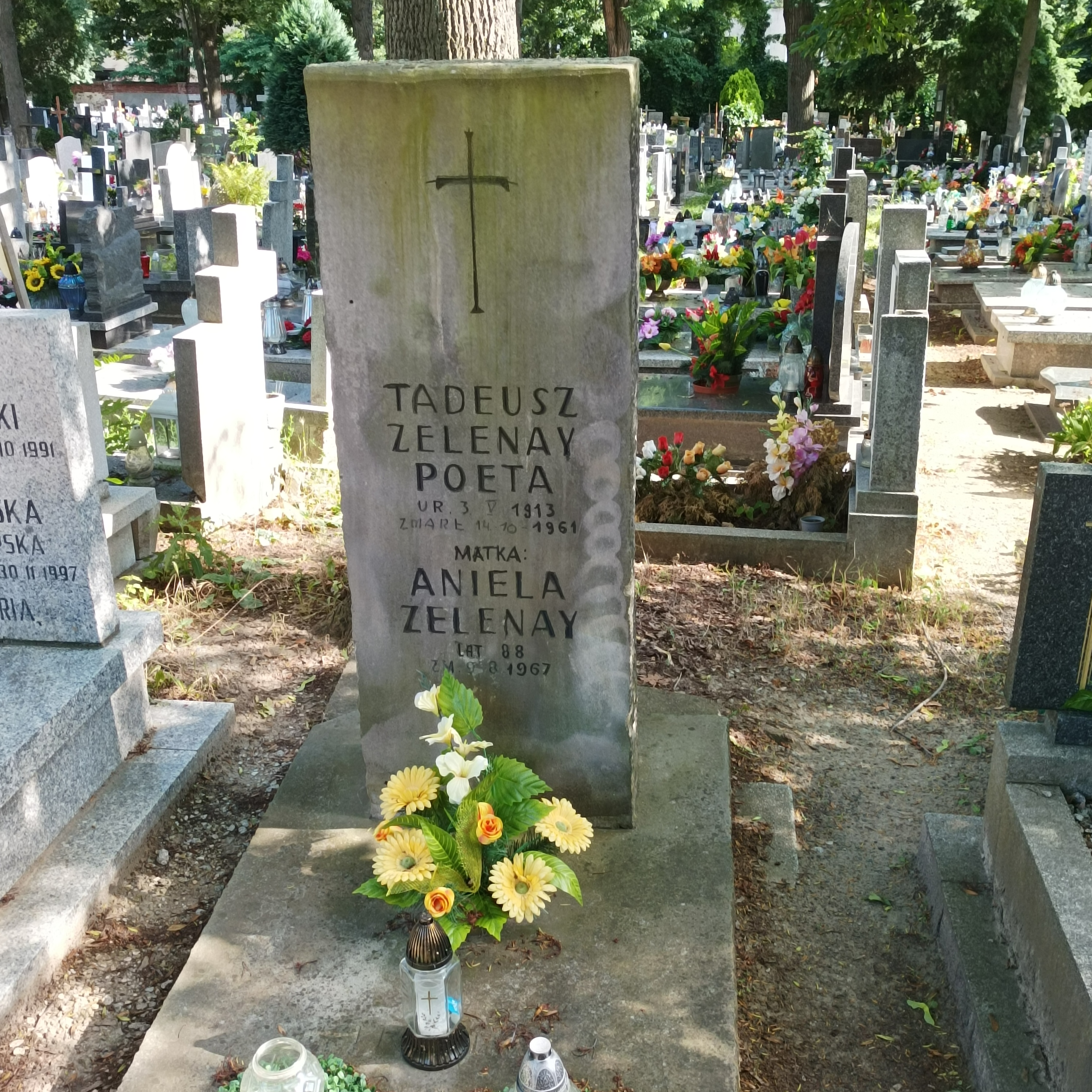
Grób Tadeusza Zelenaya na cmentarzu św. Wawrzyńca we Wrocławiu

## Twórczość
- Jesień sentymentalna - poezje (1937)
- Zamieć - poezje (1946)
- Żółte okno (1957)
- Kartki z pamiętnika poetyckiego (1960)
- Zapiski ze starej skrzyni - opowiadania (1960)
- Wiersze, Zakład Narodowy im. Ossolińskich, Wrocław 1964, Wydanie I, nakład 1500+200 egz., ss.144.